# Raimundo Martín
Raimundo Martín, nacido como Julián Manguán Martín, (Caleruega, provincia de Burgos, 7 de enero de 1882-Guatemala, 8 de diciembre de 1975) fue obispo de la diócesis guatemalteca de Verapaz.

## Biografía
Nació en Caleruega, cuna de Sto. Domingo de Guzmán, fundador del Santo Rosario y de los dominicos. Por ello ingresó ya de joven en esta orden cambiándose el nombre de Julián Manguán Martín al de Raimundo Martín.
Tras estudiar filosofía en Corias y Salamanca fue destinado a México y más tarde a Guatemala, donde en 1944 fue nombrado obispo de diócesis de Trómede y más tarde obispo de la diócesis de Verapaz y Petén.
.
Raimundo estuvo presente en todas las sesiones del concilio Vaticano II y la Orden de Predicadores le llegó a nombrar Predicador General. También recibió nombramientos por parte del gobierno guatemalteco, como la Orden del Queztal; y por el de España, la gran cruz de la Orden de Isabel la Católica.
Murió el 8 de diciembre de 1975 en su diócesis, pero fue trasladado su cuerpo a la iglesia parroquial de San Sebastián de Caleruega, donde se encuentra tras una lápida en el interior del templo.
El Ayuntamiento de su pueblo natal le ha puesto su nombre a la calle donde se encuentra la casa donde nació.